# 올로프 솃코눙

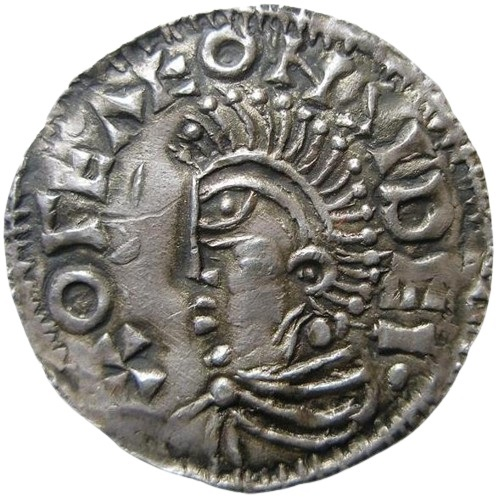
시그투나에서 발행된 동전에 그려진 올로프 솃코눙

올로프 솃코눙(스웨덴어: Olof Skötkonung, 980년경 ~ 1022년)은 스웨덴의 국왕(재위: 995년 ~ 1022년)이다. 문쇠가 출신이다. '솃코눙'(Skötkonung)은 스웨덴어로 "보물"이라는 뜻을 가진 단어인 '스카트'(Skatt)에서 파생된 이름인데 스웨덴의 국왕으로는 최초로 화폐를 주조한 데서 붙여진 별명이다.

## 생애
에이리크 인 시그르셀리 국왕과 그의 아내인 시그리드 스토라다(Sigríð Storråda)의 아들로 태어났다. 995년경 에이리크 인 시그르셀리 국왕의 뒤를 이어 스웨덴의 국왕으로 즉위했다.
999년 또는 1000년에 일어난 스볼데르(Svolder) 전투에서는 덴마크의 국왕인 스베인 튜구스케그, 노르웨이의 라데(Lade) 백작인 에이리크 호콘손(Eirik Håkonsson)과 연합하여 노르웨이의 올라프 1세 국왕을 물리쳤다. 1008년에는 기독교 세례를 받으면서 이교에서 로마 가톨릭교회로 개종했다.
첫째 부인인 에들라(Edla)와의 사이에서는 3명의 자녀를 두었으며 둘째 부인인 에스트리드(Estrid)와의 사이에서는 2명의 자녀를 두었다. 에들라와의 사이에서 낳은 자녀로는 아들 에문드 노왕(Emund), 딸 아스트리드(Astrid, 노르웨이의 올라프 2세 국왕과 결혼함)가 있다. 에스트리드와의 사이에서 낳은 자녀로는 아들 아눈드 야코브(Anund Jacob), 딸 잉에예르(Ingegerd, 키예프 대공국의 야로슬라프 1세 대공과 결혼함)가 있다.
| 전임 에이리크 인 시그르셀리 | 스웨덴의 국왕 995년경 ~ 1022년 | 후임 아눈드 야코브 |